# Clypeocarta nigrifacies
Clypeocarta nigrifacies är en insektsart som beskrevs av Victor Lallemand och Synave 1955. Clypeocarta nigrifacies ingår i släktet Clypeocarta och familjen spottstritar. Inga underarter finns listade i Catalogue of Life.